# Mammatus

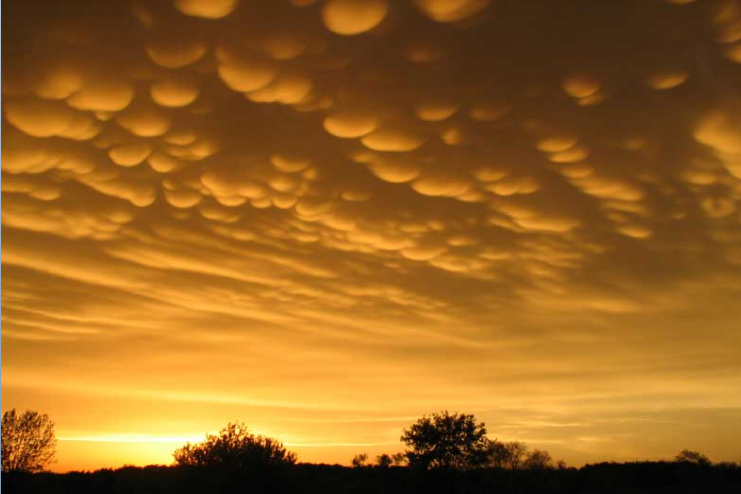
Formação de nuvem Mammatus em Minnesota no ano de 2005

Mammatus (também referenciado por mamma ou mammatocumulus) é um termo da meteorologia aplicado ao padrão de "bolsas" que se formam na base de uma nuvem. O termo "mammatus" deriva do mamma, devido à associação ao formato de mamas ou seios.
Formam-se em ar descendente, em contraste com a maioria das nuvens que formam-se em ar ascendente. Frequentemente, nuvens mammatus formam-se sob a bigorna associada a uma nuvem cumulonimbus, e são observadas geralmente depois da passagem de uma tempestade severa.

## Características das nuvens Mammatus
A formação das nuvens Mammatus na maioria das vezes está associada à formação de nuvens do tipo cumulonimbus, mas também podem ocorrer na alta, média e baixa atmosfera associadas a stratocumulus, altocumulus, altostratus, cirrus e cirrocumulus. Também podem ocorrer em "trilhas de condensação" (nuvens artificiais provocadas por aviões) e em nuvens de poeira vulcânicas. Nuvens do tipo Mammatus, quando associadas a um cumulonimbus são indicadoras de tempo severo, mas em muitos casos indica que a tempestade está perdendo força.